# シャンプーハット (曲)
「シャンプーハット」は、日本の女性アイドルグループ、チームしゃちほこの7枚目のシングル。2014年12月10日にワーナーミュージック・ジャパンから発売された。
DVDが付いた「初回限定名古屋盤」とCDのみの「通常盤」の2形態で発売。グループ自身の2014年のホールツアー「チームしゃちほこ 〜僕らのカラオケワンダーランド〜」のチケット購入につき、特別仕様限定盤（バンドル盤、表題曲のみ収録）が付いている。表題曲はunBORDEのレーベルメイトであるindigo la Endとゲスの極み乙女。で活動する川谷絵音が作詞・作曲、「尾張の華」に続きCMJKが編曲を担当。

## 収録曲

### 初回限定名古屋盤・通常盤
1. シャンプーハット
作詞・作曲：川谷絵音、編曲:CMJK
2. Sweet Memories
作詞・作曲・編曲：浅野尚志
3. It's New 世界
作詞・作曲：井上トモノリ、編曲:youth case
4. シャンプーハット（Off Vocal Ver.）
5. Sweet Memories（Off Vocal Ver.）
6. It's New 世界（Off Vocal Ver.）

### 初回限定名古屋盤DVD
2014年9月28日に久屋大通公園で行われた「BOMBER-E Iナイト秋まつりスペシャルLIVE」での模様を収録。
1. 抱きしめてアンセム
2. よろしく人類
3. でらディスコ

## ローソン・HMV限定盤CD
2014年12月9日に三栄書房からシャンプーハットのオリジナルバージョンとメンバーによる歌詞朗読が収録されたCDがローソン・HMV限定で発売された。「「シャンプーハット」〜チームしゃちほこ〜Part1」、「「シャンプーハット」〜チームしゃちほこ〜Part2」、「「シャンプーハット」〜チームしゃちほこ〜Part3」の3形態で発売。特典として16ページの撮りおろしミニ写真集が付属する。

### 収録曲

#### 「シャンプーハット」〜チームしゃちほこ〜Part1
1. シャンプーハット
2. シャンプーハット（朗読：坂本遥奈〜昨日見た夢編〜）
3. シャンプーハット（朗読：伊藤千由李〜女優オーディション編〜）

#### 「シャンプーハット」〜チームしゃちほこ〜Part2
1. シャンプーハット
2. シャンプーハット（朗読：秋本帆華〜ラジオDJ編〜）
3. シャンプーハット（朗読：安藤ゆず〜高校教師編〜）

#### 「シャンプーハット」〜チームしゃちほこ〜Part3
1. シャンプーハット
2. シャンプーハット（朗読：咲良菜緒〜寝かしつけ編〜）
3. シャンプーハット（朗読：大黒柚姫〜ラブレター編〜）